# Sylvia Saint
Sylvia Saint, pravim imenom Sylvie Tomčalová (Kyjov, 12. veljače 1976.) bivša je češka pornografska glumica. Glumom u pornografskim filmovima bavila se od 1996.
Jedna je od brojnih žena koje su nakon pada komunizma došla na Zapad kako bi zaradile novac u pornografskoj industriji. Svoju je karijeru ostvarila uglavnom u studiju Private u SAD-u.
Slovi kao kraljica „analnog seksa" i između ostalog scena dvostruke penetracije.

## Životopis
Prema nekim „službenim" biografijama nakon provedene dvije godine na studijama u jednoj školi za menadžment u Brnu, započela je karijeru u jednom hotelu u Zlinu, a zatim je radila kao knjigovođa i savjetnica za marketing u jednoj tvrci.
Godine 1996. njezin ju je tadašnji dečko odveo na casting za jedan američki pornografski film. 

## Vanjske poveznice
- Službena stranica
- Biografija i intervjui na stranici LukeFord.com
- Stranica obožavatelja Sylvije Saint  Arhivirana inačica izvorne stranice od 7. lipnja 2007. (Wayback Machine)